# Velilla de los Ajos
Velilla de los Ajos és un municipi de la província de Sòria, a la comunitat autònoma de Castella i Lleó.